# Ludovica Tinghi
Ludovica Tinghi (Roma, 27 maggio 1965) è un'attrice italiana.

## Biografia
Lavora come attrice teatrale, cinematografica e televisiva fin dal 1986. In teatro è stata diretta fra gli altri da Ennio Coltorti, Armando Pugliese, David Haughton, Stefano Reali, Duccio Camerini e Kryzstof Zanussi. Serena Sinigaglia
Al cinema ha lavorato con registi come Francesca Archibugi, Anthony Minghella, Philippe de Broca, Gilbert Merme, Paola Randi, Giancarlo Scarchilli  e Luciano De Crescenzo; in televisione è stata diretta da Lina Wertmüller, Michel Gondry, Nanni Loy, Luca Miniero, Francesco Vicario, Daniela Borgese, Maurizio Simonetti e Paolo Poeti.
Ha lavorato anche come doppiatrice, prestando la voce fra gli altri nel film Valentine - Appuntamento con la morte.

## Filmografia parziale

### Cinema
- Il grande cocomero, regia di Francesca Archibugi (1993)
- Croce e delizia, regia di Luciano De Crescenzo (1995)
- Il cavaliere di Lagardère, regia di Philippe de Broca (1997)
- I fobici, regia di Giancarlo Scarchilli (1999)
- Il talento di Mr. Ripley, regia di Anthony Minghella (1999)

### Televisione
- Il re pescatore – film TV (1996)
- Che Dio ci aiuti – serie TV, episodio 1x06 (2011)
- Don Matteo – serie TV, episodio 10x22 (2016)